# Tibetansk öronfasan
Tibetansk öronfasan (Crossoptilon harmani) är en bergslevande asiatisk hönsfågel i familjen fasanfåglar vars artstatus under långt tid har varit omdiskuterad.

## Utseende och läte
Tibetansk öronfasan är en 75-85 cm lång fasanfågel. Denna art är i stort blågrå, med vit strupe och band i nacken. På pannan och hjässan är den sammetssvart. Runt ögat syns röd bar hud. Stjärten är lång, bred och något nedböjd. Lätet är vittljudande och skrovligt som börjar långsamt och ökar i hastighet.

## Utbredning och systematik
Tibetansk öronfasan återfinns i rhododendronskogar i södra Tibet och närliggande nordöstra Indien i Arunachal Pradesh. Den behandlas som monotypisk, det vill säga att den inte delas in i några underarter.

### Artstatus
Artstatusen för tibetansk öronfasan har varit omdiskuterad och arten har länge behandlats som underart till vit öronfasan (Crossoptilon crossoptilon), eftersom den hybridiserar med taxonet C. crossoptilon drouynii i Salweendalen och närliggande avrinningsområden. Genetiska studier bekräftar att tibetansk öronfasan står nära vit öronfasan, men avståndet är ungefär lika stort som mellan andra arter i släktet. Numera urskiljs den därför allmänt som egen art.

## Levnadssätt
Tibetansk öronfasan hittas i tät och högvuxen buskmark i torra floddalar intill bergsbelägen barr- och blandskog. Födan består av rotknölar och rotstammar, men även bär och troligen några små ryggradslösa djur. Den äter gärna korn som erbjuds vid munkkloster. Fågeln lägger ägg mellan mitten av april och början av juni, mest intensivt i månadsskiftet april/maj. Kycklingar har observerats i juli och november. Den lägger endast en kull. Arten är stannfågel.

## Status
Arten har ett stort utbredningsområde och beståndet anses vara stabilt. Internationella naturvårdsunionen IUCN listar den därför som livskraftig (LC).

## Namn
Fågelns svenska och vetenskapliga artnamn hedrar Henry John Harman (1850-1881), ingenjör i British Army och utforskare i Indien och Sikkim.